# Enno Penno
Enno Penno (Tallinn, 22 d'abril de 1930 - Estocolm, 16 de novembre de 2016) fou un polític estonià, que va ocupar interinament el càrrec de Primer Ministre d'Estònia de l'1 de març de 1990 al 15 de setembre de 1992.